# Delphacodes elegantula
Delphacodes elegantula är en insektsart som först beskrevs av Karl Henrik Boheman 1847.  Delphacodes elegantula ingår i släktet Delphacodes och familjen sporrstritar. Inga underarter finns listade i Catalogue of Life.